# Payena lucida
Payena lucida là một loài thực vật có hoa trong họ Hồng xiêm. Loài này được A.DC. mô tả khoa học đầu tiên năm 1844.